# Il Mondo (quotidiano)
Il Mondo è stato un quotidiano politico del pomeriggio con sede a Roma. Nato nel 1922, fu uno degli ultimi quotidiani indipendenti ad essere soppresso dal regime fascista nell'ottobre 1926.

## Storia
Il primo numero uscì il 26 gennaio 1922 per iniziativa di Giovanni Amendola (deputato nittiano e, successivamente, ministro del governo Facta), Giovanni Ciraolo (uomo di fiducia di Francesco Saverio Nitti) e Andrea Torre. Il finanziamento per la fondazione del giornale giunse dall'industriale napoletano Francesco Matarazzo (1854-1937), esportatore di caffè. Ostile a Giovanni Giolitti, Il Mondo nacque come giornale della corrente di Francesco Saverio Nitti in seno al Partito Radicale Italiano. Nel panorama della stampa romana si pose in diretta concorrenza con Il Messaggero e in netta opposizione a Il Giornale d'Italia di Sidney Sonnino.
Il Mondo non vuole essere una semplice eco di un partito politico o di un gruppo parlamentare poiché non si vuole chiudere nelle rigide angustie di nessuna tradizione che pretenda dominare la vita politica italiana con le sue esigenze esclusiviste e coi suoi metodi antiquati. Una delle conseguenze più formidabili della guerra è stata la dissoluzione delle vecchie ideologie che dominavano da oltre un secolo l'atteggiamento dei partiti politici in Europa […] Il fenomeno che più colpisce è la disorientazione  al di sotto della continuità delle apparenze formali. Il grande bisogno di questo momento è la riorganizzazione delle forze produttrici della Società e dello Stato e la rielaborazione delle ideologie che ne rappresentano il simbolo e ne sono fino a un certo punto la propulsione direttiva.
Il quotidiano si presentava con un'impaginazione a sette colonne e una foliazione di sei pagine, lo standard dell'epoca. L'apertura della prima pagina era riservata all'articolo di fondo, mentre al centro apparivano le cronache parlamentari. Le notizie più importanti occupavano anche la seconda pagina, mentre la terza, come tradizione nel giornalismo italiano, era riservata alla cultura. Il pezzo pregiato della Terza pagina del Mondo erano i sonetti di Trilussa, il noto poeta romano. La quarta pagina ospitava la cronaca di Roma e del Mezzogiorno. In quinta venivano collocate le notizie telegrafiche e le rubriche degli spettacoli. La rubrica teatrale era curata da Adriano Tilgher. Nella sesta e ultima pagina compariva il romanzo d'appendice, generalmente di un autore straniero. 

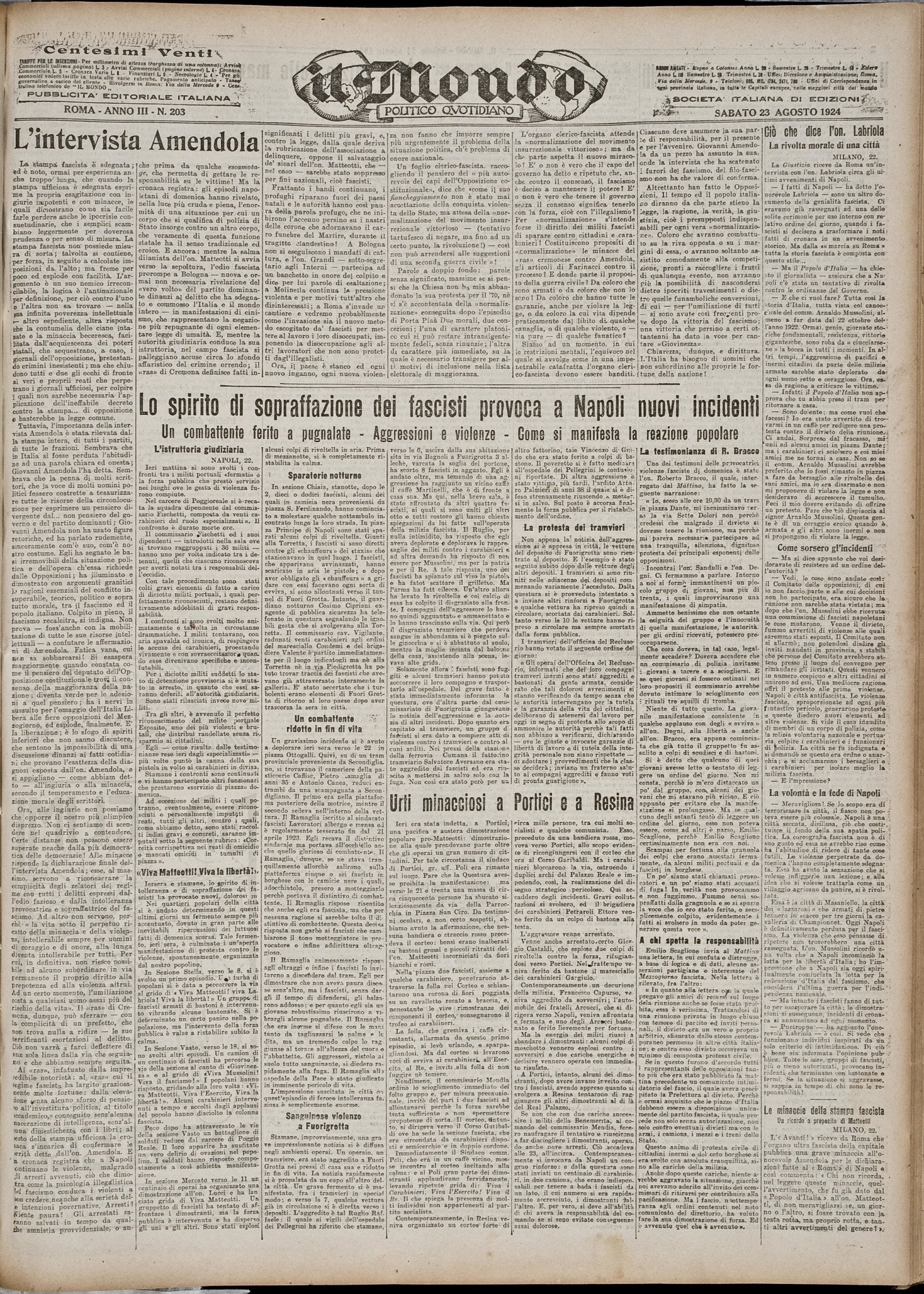
La prima pagina del «Mondo» del 23 agosto 1924.

La linea del giornale fu impressa dagli editoriali di Giovanni Amendola, che si alternò ad Alberto Cianca, Meuccio Ruini, Guglielmo Ferrero e Mario Vinciguerra. Un mese dopo il debutto del quotidiano cadde il governo Bonomi. Il Mondo, a differenza di altre testate liberali come il Corriere della Sera e La Stampa, non sostenne il ritorno al governo di Giovanni Giolitti, ma auspicò la designazione del Presidente della Camera Enrico De Nicola. Il quotidiano non nascose il proprio disappunto quando venne annunciata la formazione di un governo guidato dal giolittiano Luigi Facta. In giugno Amendola e Nitti fondarono il Partito Democratico Italiano. Nei loro piani Il Mondo era l'ideale organo ufficiale della nuova formazione politica. Andrea Torre, che non condivise il nuovo assetto, lasciò la direzione, che venne assunta da Alberto Cianca.
Il quotidiano amendoliano-nittiano fece un'opposizione convinta al nascente regime di Benito Mussolini. Nel 1923, nel pieno della lotta politica, raggiunse una diffusione stimata tra 95.000 e 110.000 copie, che mantenne anche nell'anno seguente, soprattutto durante la campagna elettorale. Nel 1924, dopo l'omicidio di Giacomo Matteotti (avvenuto il 10 giugno) Il Mondo pubblicò un memoriale del segretario di Mussolini che era un vero atto d'accusa contro quest'ultimo. Inoltre pubblicò i primi estratti del memoriale di Cesare Rossi (28 dicembre 1924) e il «Manifesto degli intellettuali antifascisti» (1º maggio 1925). Proprio negli ultimi mesi del 1924 si intensificarono i sequestri del quotidiano, iniziati già l'anno precedente. L'azione del governo fu volta anche ad indebolire le basi economiche del giornale.
Il 7 aprile 1926 morì prematuramente Giovanni Amendola. Il 31 ottobre del 1926, il fallito attentato contro Mussolini a Bologna diede al regime il pretesto per sospendere il giorno stesso tutti i giornali d'opposizione. Il 5 novembre il governo considerò decaduta la gerenza dei giornali non allineati con il regime. La famiglia Pecorajno, principale finanziatore del Mondo, subì la confisca di tutti i beni mobili e immobili.
Il 26 luglio 1943, dopo 17 anni di silenzio, uscì un'edizione straordinaria in occasione della caduta del fascismo.
Il quotidiano tornò in edicola il 22 novembre 1945 con la direzione di Alberto Cianca. Dopo la nomina di Cianca a ministro per le relazioni con la Consulta (20 febbraio 1946), il giornale cessò le pubblicazioni.

## La Terza pagina del «Mondo»
Le riflessioni storiche e filosofiche e le recensioni letterarie ed artistiche furono firmate da Ernesto Buonaiuti (storico del cristianesimo), i filosofi Francesco De Sarlo, Antonio Aliotta, Giuseppe Rensi, Rodolfo Mondolfo, Giorgio Levi Della Vida (storico delle religioni), Giorgio Mortara (economista), i critici letterari Arturo Farinelli, Ettore Romagnoli ed Ettore Lo Gatto e il critico d'arte Roberto Papini. Il critico musicale era Domenico Alaleona, mentre la rubrica teatrale era affidata ad Adriano Tilgher. Tennero una rubrica anche Massimo Bontempelli e Corrado Alvaro. Ernesto Buonaiuti assunse per un certo periodo la responsabilità della pagina culturale del quotidiano.

Il 1º aprile 1922 avviò la propria collaborazione Piero Gobetti con una recensione degli Scritti scelti di Giuseppe Toniolo. Il 22 dello stesso mese apparve il primo pezzo firmato da C.E. Suckert, non ancora Curzio Malaparte.
Pubblicarono racconti sul «Mondo»:
- Grazia Deledda (Brindisi, 2 febbraio 1922; Cura, 12 marzo 1922);
- Luigi Pirandello (La fede, 29 gennaio 1922; Niente, 16 aprile 1922).

Nel numero di sabato 23 agosto 1924 apparve un articolo di presentazione di James Joyce, scrittore pressoché sconosciuto all'epoca in Italia.

Nel 1926, ultimo anno di vita del quotidiano, la Terza pagina si arricchì dei contributi di Benedetto Croce, Nicola Chiaromonte e dei giovani Rodolfo de Mattei e Ugo La Malfa.

## Assetto proprietario
La società editrice del giornale si costituì il 5 ottobre 1919; Il capitale versato ammontò inizialmente a 2.600.000 lire. Assunse il nome definitivo di «Società italiana di edizioni» nel febbraio 1922, quando il capitale fu portato a 3.100.000. Nel consiglio d'amministrazione sedevano, tra gli altri, Luigi Parodi, avvocato, legale della Banca italiana di sconto e Filippo Pecorajno, proprietario dell'Ora di Palermo.

## Direttori
- Andrea Torre (26 gennaio - 21 agosto 1922)
- Alberto Cianca (22 agosto 1922 - 31 ottobre 1926)

Soppressione da parte del regime fascista
- Alberto Cianca (27 novembre 1945 - febbraio (?) 1946)